# Rom (Deux-Sèvres)
Rom é uma comuna francesa na região administrativa da Nova Aquitânia, no departamento de Deux-Sèvres. Estende-se por uma área de 52,38 km². Em 2010 a comuna tinha 876 habitantes (densidade: 16,7 hab./km²).